# Trofeo Città di Brescia
Die Trofeo Città di Brescia ist ein italienisches Straßenradrennen.
Das Rennen findet in der Stadt Brescia statt, welche in der Lombardei liegt. Es wird von der Gruppo Sportivo Città di Brescia organisiert. Es wurde 1997 zum ersten Mal ausgetragen und ist seit 2005 Teil der UCI Europe Tour, wo es in die Kategorie 1.2 eingestuft ist. Von 2011 bis 2016 war das Rennen Teil des Nationalen Kalenders von Italien. 2017 erhielt das Rennen wieder UCI-Status und kehrte damit in die UCI Europe Tour in die Kategorie 1.2 zurück.

## Sieger
- 2019  Daniel Smazaro
- 2018  Filippo Rocchetti
- 2017  Mikalaj Schumau
- 2016  Alessandro Bresciani
- 2015  Gian Marco Di Francesco
- 2014  Marco Tizza
- 2013  Iwan Balykin
- 2012  Davide Villella
- 2011  Enrico Battaglin
- 2010  Manuele Boaro
- 2009  Andrea Palini
- 2008  Giuseppe De Maria
- 2007  Luca Gasparini
- 2006  Roberto Ferrari
- 2005  Matteo Bono
- 2004  Claudio Corioni
- 2003  Roberto Savoldi
- 2002  Simone Lo Vano
- 2001  Markus Knopfle
- 2000  Antonio Salomone
- 1999  Luca Paolini
- 1998  Francesco Pasquini
- 1997  Gerrit Glomser